# Carl Schuricht

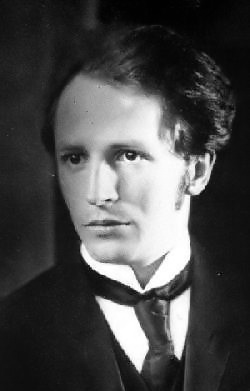
Carl Schuricht (ca. 1910)

Carl Schurichts Unterschrift

Carl Adolph Schuricht (* 3. Juli 1880 in Danzig, Deutsches Reich; † 7. Januar 1967 in Corseaux-sur-Vevey, Kanton Waadt) war ein deutscher Komponist und einer der bedeutendsten Orchesterleiter des 20. Jahrhunderts.
Von 1923 bis 1944 war er Generalmusikdirektor in Wiesbaden, wo er durch die Interpretation der Werke Gustav Mahlers internationales Ansehen erlangte. Zudem war er Chefdirigent des Leipziger Sinfonieorchesters (1931–1933) und der Dresdner Philharmonie (1944) sowie künstlerischer Leiter des Philharmonischen Chores Berlin (1933–1934). Vor Kriegsende verließ er Deutschland und ließ sich in der Schweiz nieder.
Schuricht wirkte fortan als Gastdirigent, unter anderem mit dem Concertgebouw-Orchester, dem Orchestre de la Suisse Romande und den Berliner Philharmonikern. Besonders intensiv pflegte er die Beziehung zu den Wiener Philharmonikern, zu deren Ehrendirigenten er 1960 ernannt wurde. Mehrmals trat er mit ihnen bei den Salzburger Festspielen auf und feierte internationale Erfolge bei Auslandstourneen.
Er galt als bedeutender Interpret der Werke der Wiener Klassik und der Sinfonien Anton Bruckners.

## Leben und Wirken

### Herkunft und Studium
Carl Adolph Schuricht wurde 1880 als Sohn des Organisten und Orgelbauers Carl Conrad Schuricht (27. Januar 1856–9. Juni 1880) und der polnischen Oratoriensängerin und Pianistin Amanda Ludowika Alwine Schuricht, geborene Wusinowska (11. Dezember 1847–8. März 1935), in Danzig geboren. Der Großvater Carl Gotthilf Schuricht war Orgelbauer, bei dem Carl Adolphs Vater mitarbeitete. Er ertrank drei Wochen vor der Geburt seines Sohnes, als er beim Transport von Instrumenten über die Ostsee einen von Bord gefallenen Gehilfen retten wollte. Da die Mutter nicht erneut heiratete, wurde der Junge vom Onkel  großgezogen.
Schuricht besuchte ab 1886 das Friedrichs-Realgymnasium in Berlin und ab 1892 das Königliche Realgymnasium in Wiesbaden. Er interessierte sich für die Dichter Joseph von Eichendorff und Adalbert Stifter. Schuricht lernte ab dem sechsten Lebensjahr Violine und Klavier, im Alter von elf Jahren komponierte er seine ersten Stücke (und schrieb die Libretti für zwei Opern) und mit fünfzehn begann er zu dirigieren. Sein erster Lehrer war der Wiesbadener Hofkapellmeister Franz Mannstädt.
Im Jahr 1902 erhielt er den Kompositionspreis der Kuszynski-Stiftung und ein Stipendium von Franz von Mendelssohn (Neffe von Felix Mendelssohn Bartholdy). Damit studierte er von 1901 bis 1903 Klavier bei Ernst Rudorff und Komposition bei Engelbert Humperdinck und Heinrich van Eyken am Stern’schen Konservatorium in Berlin. Es folgten weitere Studien bei Max Reger in Leipzig. Außerdem stand er im engen Kontakt zum Geiger Henri Marteau und dem Schriftsteller Friedrich Lienhard.

### Beruflicher Werdegang

#### Generalmusikdirektor in Wiesbaden
In der Saison 1901/02 war Schuricht Korrepetitor am Staatstheater Mainz. Von 1904 bis 1906 konnte er seiner Arbeit krankheitsbedingt nicht nachgehen. Für eine Spielzeit war er 1906 in Vertretung von Georg Hüttner Dirigent der Dortmunder Philharmoniker. Als Operettenkapellmeister wirkte Schuricht 1907/08 am Stadttheater Zwickau. Dem folgten eine Dirigententätigkeit beim Kurorchester Bad Kreuznach und die Leitung der Oratorien- und Männerchorkonzerte in Goslar. Er setzte sich unter anderem für die Verbreitung der Werke von Frederick Delius in Deutschland ein.

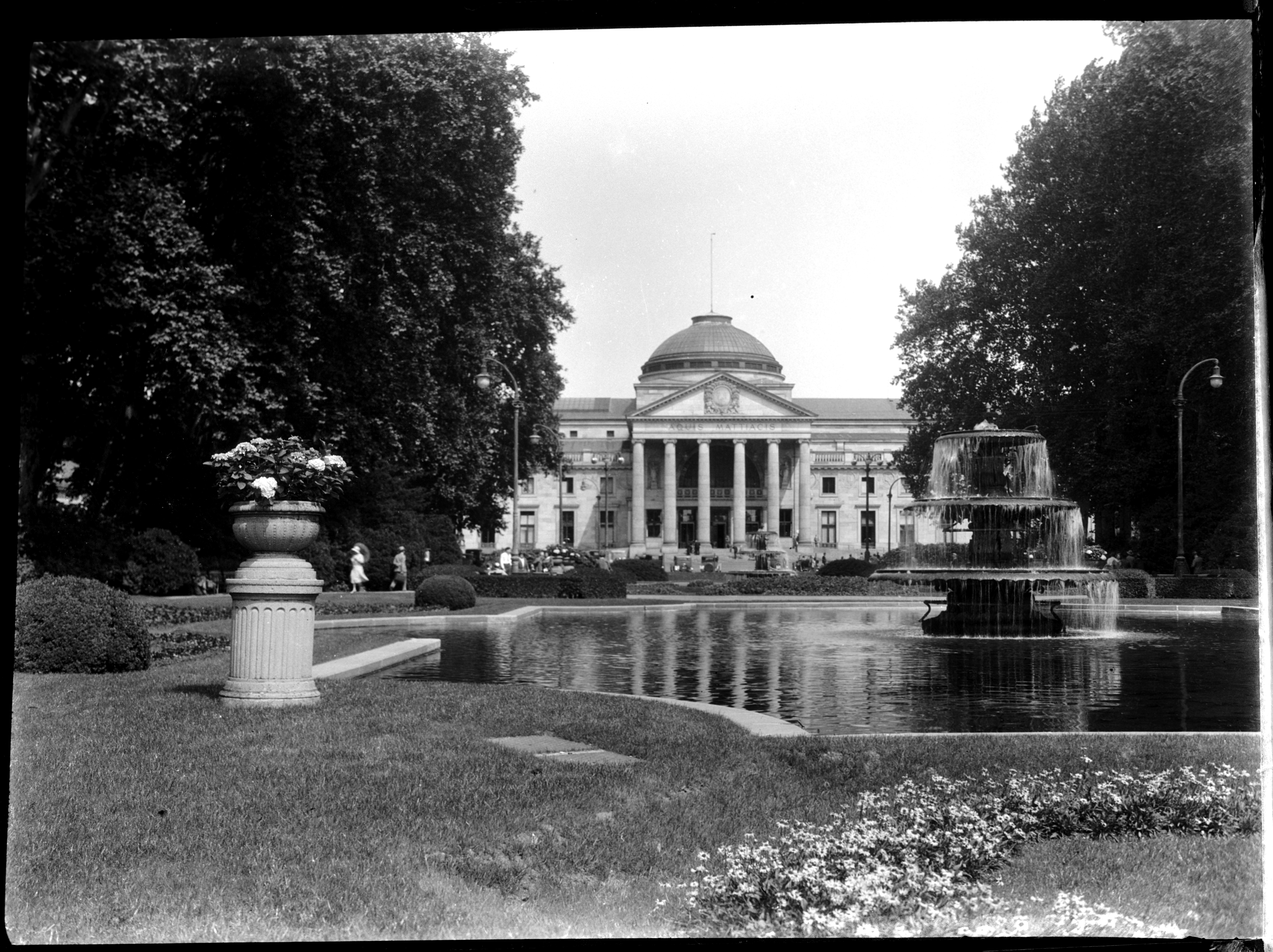
Kurhaus Wiesbaden

Im Jahr 1909 wurde Carl Schuricht Nachfolger von Siegfried Ochs als Chorleiter des Rühl’schen Oratorienvereins in Frankfurt am Main. Von 1912 bis 1944 war er Musikdirektor (ab 1922 Generalmusikdirektor) von Wiesbaden. Von 1928 bis 1933 wohnte Schuricht im Hotel Oranien. Er leitete zwischen 1930 und 1939 das Städtische Orchester bei dessen Zyklus- und Sinfoniekonzerten im Kurhaus Wiesbaden. Schuricht setzte klassische und romantische sowie moderne Musik von Alban Berg, Claude Debussy, Paul Hindemith, Maurice Ravel, Max Reger, Arnold Schönberg und Igor Strawinski auf den Spielplan. Deutschlandweit bekannt machte ihn 1913 seine Erstaufführung von Mahlers 8. Sinfonie in Wiesbaden.
Ein Jahr später debütierte er mit Brahms’ 1. Sinfonie in der Queen’s Hall in London und im Teatro alla Scala in Mailand (erneut mehrmals in den 1940er Jahren). Zum ersten Mal leitete er 1921 die Berliner Philharmoniker, deren Abonnementskonzerte er gemeinsam mit Bruno Walter ab 1925 dirigierte. Auf dem Programm stand Mahlers 6. Sinfonie. Im Sommer 1921 dirigierte er zwei von vier Konzerten (zusammen mit Wilhelm Furtwängler) beim 4. Brahms-Fest in Wiesbaden. Beim Ersten Deutschen Mahlerfest in Wiesbaden war er 1923 Dirigent. Im Jahr 1927 gastierte er beim Saint Louis Symphony Orchestra in den USA. Im Sommer 1929 gab er Dirigierkurse im Schloss Charlottenburg für das Deutsche Musikinstitut für Ausländer unter dem Protektorat des Preußischen Ministeriums für Wissenschaft, Kunst und Volksbildung. Von 1930 bis 1939 dirigierte er die Sommerkonzerte in Scheveningen in den Niederlanden und war eng mit dem Concertgebouw-Orchester und dem Residentie Orkest Den Haag verbunden.

#### Chefdirigent des Leipziger Rundfunkorchesters und Gastdirigate
In Leipzig konkurrierte Schuricht Anfang der 1930er Jahre mit Günther Ramin, dem späteren Thomaskantor, um das Chefdirigat des rundfunkeigenen Orchesters. Von 1931 bis 1933 war er Chefdirigent des Leipziger Rundfunkorchesters. Sein Vorgänger Alfred Szendrei war zuvor wegen seiner jüdischen Herkunft vom Rundfunk aus dem Amt gedrängt worden. Unter Schurichts Leitung stieg das Orchester zum besten Rundfunkorchester in Deutschland auf. Danach war er ein Kandidat für das Amt des Gewandhauskapellmeisters, bei dessen Orchester er mehrmals gastierte. Das Gewandhaus-Direktorium entschied sich 1934 für Hermann Abendroth.
Von Otto Klemperer übernahm Schuricht 1933 den Philharmonischen Chor Berlin, den er bis 1934 leitete. Ihm oblagen die Uraufführungen von Poots Allégro sinfonique und Blachers Concertante Musik (Blachers großer Durchbruch) sowie Blachers Hamlet und Höllers Violinkonzert in der Berliner Philharmonie. Im Jahr 1934 dirigierte er erstmals die Wiener Philharmoniker. Zwischen 1937 und 1944 war er zudem erster Gastdirigent des Radio-Sinfonie-Orchesters Frankfurt. Beim Orchestre National de France gastierte er 1942 und 1943 im besetzten Paris.
Nach dem Weggang von Paul van Kempen war er von 1943 bis 1944 erster Gastdirigent der Dresdner Philharmonie. In der Endphase des Zweiten Weltkriegs (August 1944) wurde er in die von Adolf Hitler genehmigte Gottbegnadeten-Liste der wichtigsten Dirigenten aufgenommen, was ihn von einem Kriegseinsatz, auch an der Heimatfront, bewahrte. Zum 1. Oktober 1944 wurde er zwar als Chefdirigent der Dresdner Philharmonie verpflichtet, zu einem Einsatz kam es durch die am 1. September 1944 von Joseph Goebbels verfügten „Totalen Kriegseinsatz der Kulturschaffenden“ und die Schließung aller Theater und Orchester nicht mehr. Der Musikkritiker Karl Laux schrieb im Juli des Jahres in der Dresdner Zeitung einen euphorischen Kommentar über Carl Schuricht. Er sah ihn als einen der „allerersten Dirigenten unserer Zeit“ und attestierte ihm ausreichend Kenntnis um die Dresdner Musikkultur, dies war mit einem Schlag obsolet geworden.

#### Emigration und Schweizer Jahre
Schuricht konnte sein Amt in Dresden nicht ausüben. In den 1940er Jahren stiegen die Differenzen zum nationalsozialistischen Regime, so unterstützte er seine jüdische Ex-Frau, von der er sich auf politischen Druck hin im September 1933 hatte scheiden lassen, bei der Emigration ins Ausland. Dass Schuricht 1944 in ein Lager eingeliefert werden sollte, aber vorher von einem ihm bekannten Gestapo-Soldaten gewarnt wurde und im November 1944 Deutschland verließ, ist zwar hinsichtlich seines Verlassens Deutschlands belegbar, jedoch nicht der Vorgang an sich: Dass der designierte Chefdirigent der Dresdner Philharmonie (zum 1. Oktober 1944) und auf der Gottbegnadeten-Liste stehende Dirigent dies ernsthaft erlebt hat oder dies eine Art Schutzbehauptung ist, kann dahingestellt bleiben. Wenn der Musikschriftsteller Fred Hamel von Vertreibung aus Deutschland schrieb oder der Publizist Thomas Keilberth Schurichts Haltung zum Regime als Innere Emigration bewertete, die Historikerin Marianne Buder einen Vergleich mit den „schwierigen Zeitverhältnissen“ des Thomaskantors Günther Ramin zog, oder der Musikwissenschaftler Hans Heinz Stuckenschmidt in Schurichts Dirigaten „unerwünschter Komponisten“ sogar Widerstand erkennen wollte, so scheint der Musikhistoriker Fred K. Prieberg mit kritischerer Sicht auf Carl Schurichts Werdegang näher daran zu sein: Seiner Ansicht nach hat Schuricht bis 1944 von den Verhältnissen im NS-System profitiert und lediglich rechtzeitig „die Seiten gewechselt“.
Schuricht zog in die Schweiz und siedelte Ende 1944 in Crans-Montana im Kanton Wallis. Er ehelichte die Schweizerin Maria Martha Banz in Zürich, die er zuvor beim Lucerne Festival kennengelernt hatte. Er folgte einer Einladung von Ernest Ansermet zum Orchestre de la Suisse Romande, mit dem er mehrere Jahre bei über 60 Konzerten zusammenarbeitete. Sein Einsatz für Mahler und Bruckner brachte ihm Kritik aus der konservativen lokalen Musikwissenschaft ein.

#### Zusammenarbeit mit den Wiener Philharmonikern

Furtwängler-Gedächtnis-Konzert

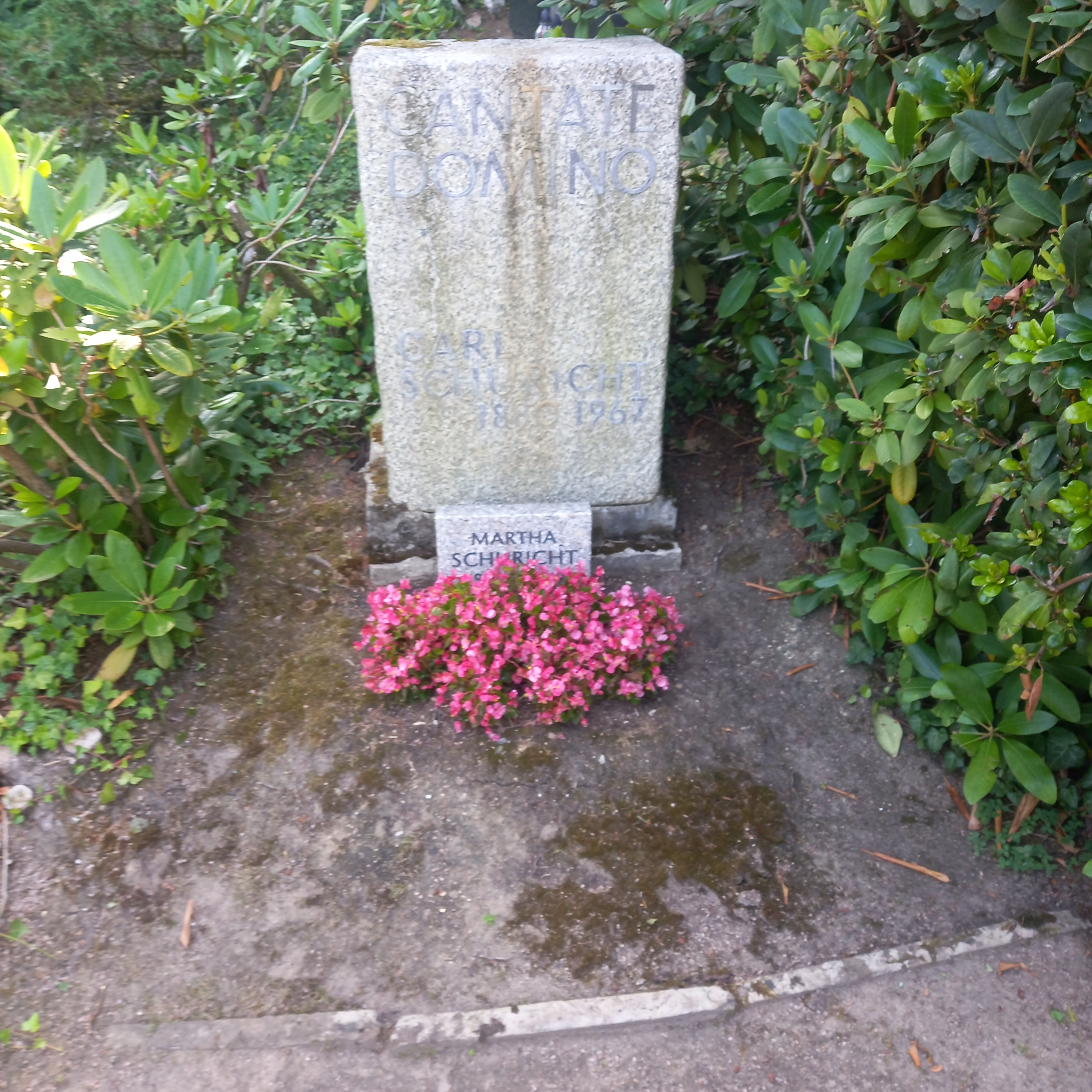
Das Grab von Carl Schuricht und seiner Ehefrau Martha geborene Banz auf dem Nordfriedhof (Wiesbaden)

Anlässlich der Wiedereröffnung der Salzburger Festspiele im Jahr 1946 brachte Schuricht mit den Wiener Philharmonikern Werke von Beethoven, Brahms, Bruckner und Mozart. Bei den Salzburger Festspielen war er 1960, 1961, 1964 und 1965 erneut zu Gast. In den Jahren 1956 und 1958 dirigierte er das Furtwängler-Gedächtnis-Konzert im Wiener Musikverein und die Salzburger Mozartwochen. Erst in dieser Zeit wurde ihm internationaler Ruhm zuteil.
Nach dem Tod Erich Kleibers tourte er gemeinsam mit André Cluytens mit den Wiener Philharmonikern erstmals nach dem Krieg durch die USA und Kanada (so DAR Constitution Hall in Washington und Carnegie Hall in New York). Dabei erklangen Beethoven, Berg, Bruckner, Haydn, Mendelssohn, Mozart, Strauss und Weber. Anlässlich des Tages der Menschenrechte am 10. Dezember trat er vor der Generalversammlung der Vereinten Nationen auf. Mit dem Walzer An der schönen blauen Donau von Johann Strauss eröffnete Schuricht 1957 den Philharmonikerball, 1958 trat er erneut mit den Wienern bei Konzerten in der Schweiz, Frankreich, Österreich und Spanien auf.
In den 1950er und 1960er Jahren dirigierte Schuricht mehrmals das Radio-Sinfonieorchester Stuttgart. Außerdem spielte er mit dem NDR Sinfonieorchester, dem Radio-Sinfonie-Orchester Frankfurt, dem Deutschen Symphonie-Orchester Berlin und dem Symphonieorchester des Bayerischen Rundfunks. Im Jahre 1957 war er Gastdirigent beim Ravinia Festival des Chicago Symphony Orchestra in Highland Park, Illinois und beim Berkshire Mountain Music Festival des Boston Symphony Orchestra in Tanglewood, Massachusetts. Er dirigierte 1963 und 1965 das London Symphony Orchestra in der Royal Festival Hall in London.
Schuricht besaß seit 1943 eine Villa in Corseaux-sur-Vevey am Genfersee. Er verstarb am 7. Januar 1967 in einem Schweizer Krankenhaus. Im Jahr 2011 wurde seine Urne in ein Ehrengrab auf dem Nordfriedhof in Wiesbaden überführt.

## Bedeutung
Schuricht hatte ein breites Repertoire. Er verschrieb sich insbesondere der Wiener Klassik und Spätromantik, wenig begeisterte er sich für die Werke von Richard Wagner. Große musikalische Hingabe verspürte er zu Gustav Mahler. Die rege Zusammenarbeit mit den Berliner und Wiener Philharmonikern im Rahmen der Salzburger Festspiele machte ihn weltberühmt. Die internationale Presse nannte ihn in einer Reihe mit Bruno Walter und Wilhelm Furtwängler, aber auch mit Clemens Krauss, Arturo Toscanini und Otto Klemperer. Als Dirigent stand er für Sachlichkeit. Der Stuttgarter Musikredakteur Götz Thieme verglich die Klarheit seines Schlages mit der von Pierre Boulez. Schurichts Devise war stets: „Einer Sache dienen ist besser, als sich ihrer bedienen.“ Der Musikwissenschaftler Bernard Gavoty beschrieb den Dirigenten als werktreu, maßvoll und beweglich. Er urteilte 1955 in der Reihe Die großen Interpreten positiv über Schuricht. Er zählte ihn zu den „drei oder vier grössten Dirigenten unserer Zeit“ mit der Fähigkeit alle Sinnesebenen des Zuhörers anzusprechen. Die Musikwissenschaftler Richard Schaal und Willy Tapolet sprachen vom „Hang zu starker Vergeistigung der Interpretation“. Der Musikwissenschaftler Matthias Meyer nannte seine Interpretationen „ausgeglichen und formvollendet“. Und der Operndirektor Rudolf Schulz-Dornburg sagte über Schuricht: „Wirken und Musizieren des statürlich kleinen Mannes war von einer künstlerischen Bescheidenheit geprägt, die ihn ganz vor dem Werk eines Komponisten zurücktreten ließ.“
Im Gegensatz zum jüngeren Herbert von Karajan waren seine Schallplattenaufnahmen wegen des fehlenden ständigen Orchesters überschaubar. Wichtige Aufnahmen liegen jedoch mit den Wiener Philharmonikern (Bruckner-Sinfonien) und dem Orchestre de la Société des Concerts du Conservatoire (Beethoven-Sinfonien) vor. Der Musikwissenschaftler Fritz Oeser deutete seine Beethoven-Einspielungen als solche, in denen sich „die allerstrengste männliche Sachlichkeit mit einer ungeheuren Besessenheit paart“.

## Auszeichnungen

### Ehrungen
- 1936: Phönix-Orden der griechischen Regierung
- 1938: Kommandeur des Ordens von Oranien-Nassau
- 1944: Kriegsverdienstkreuz (1939), II. Klasse ohne Schwerter[48]
- 1948: Niederländische Bruckner-Medaille
- 1950: Anton-Bruckner-Medaille der Internationalen Bruckner-Gesellschaft
- 1953: Großes Verdienstkreuz der Bundesrepublik Deutschland
- 1953: Ehrenbürger der Stadt Wiesbaden
- 1955: Goethe-Plakette des Landes Hessen
- 1956: Nicolai-Medaille der Wiener Philharmoniker
- 1957: Ehrenmitglied der Bruckner Society of America
- 1957: Berufstitel Professor durch den Bundespräsidenten der Republik Österreich Adolf Schärf[49][50]
- 1958: Goldmedaille der Internationalen Gustav Mahler Gesellschaft Wien[51]
- 1960: Ehrenmitglied der Wiener Philharmoniker
- 1961: Mozartmedaille durch die Mozartgemeinde Wien[52]
- 1965: Großkreuz des Ordens Alfons X. des Weisen

### Weitere Würdigung
Die Stadt Wiesbaden würdigte ihn mit einer Carl-Schuricht-Straße. Im Kurhaus Wiesbaden existiert ein Salon Carl Schuricht und ein Denkmal vor dem Christian-Zais-Saals.

## Werke (Kompositionen)
Schuricht komponierte Kammermusik, Lieder, Orchesterwerke und Sonaten. 
Die folgenden Werke sind 1906 im Drei-Lilien-Verlag in Berlin erschienen:
- Sonate in f-Moll Op. 1 für Klavier
- Drei Herbststücke: Herbstlust; Vom Hochwald; Herbstleid Op. 2 für Klavier (später auch für Orchester)
- Fünf Lieder: Kommst du denn nicht, Sonne; Gebet; Am Torweg; Wo du hingehst, da will auch ich hingehen; Hätt' ich ein Haus in Tannenruh.   Op. 3
- Drei Präludien Op. 4 für Klavier.[54]

Außerdem:
- Lied Erinnerung. Schellenberg, Wiesbaden
- Nordische Phantasie für Orchester (Sätze: Sturm an der Felsküste; Nordlicht/Winternacht; Bergfreiheit)
- Vorspiel zu dem Drama Heinrich von Ofterdingen von Friedrich Lienhard. Aufgeführt u. a. 23. März 1905 in Danzig, umgearbeitet 16. März 1906 in Danzig.[55]

## Familie und Erbstreit
Carl Schuricht vermachte in seinem Testament von 1955 sein gesamtes Vermögen seiner vierten Frau (seit 1944) Martha Schuricht geb. Banz (1916–2011). Dagegen klagte später Helmut Weisbach geb. Johannes Schuricht (geboren 1916; nannte sich später Helmut Schuricht), Sohn aus den Ehejahren von 1908 bis 1922 mit Frederike Heinemann und Adoptivkind von Hans Weisbach.
Schuricht zweifelte stets an der Vaterschaft am Kind und beschränkte sich zu Lebzeiten auf eine Fürsorgeleistung von insgesamt 30.000 Schweizer Franken an seine Schwiegertochter und Enkelkinder. Die Zivilkammer des Kantonsgerichts Waadt entschied 1969 zugunsten des Klägers. Martha Schuricht legte gegen die Entscheidung Revision ein, die 1971 vom Schweizerischen Bundesgericht mit folgender Begründung zurückgewiesen wurde: „Das Geld, das ein Vater der geschiedenen Frau und den Kindern seines Sohnes zahlt, um für ihren Unterhalt zu sorgen, unterliegt nicht der Ausgleichung.“ (BGE 97 II 209)

## Schriften
- Aus meinem Leben, Vortrag vom 16. Dez. 1954 in Genf, Saal des Athenaeums (Manuskript im Besitz von Willy Tappolet)

## Diskografie (Auswahl)
- Schuricht – Maestro Agile [10 CD Box] (Documents, 2003)
- Schuricht Decca Recordings 1949–1956 [5 CD Box] (Decca, 2004)
- Schuricht dirigiert die Dresdner Philharmonie (Berlin Classics, 2005)
- Carl Schuricht Collection [20 CD Box] (Hänssler, 2007)
- schuricht (BBC Legends, 2007)
- Symphonies 8 & 9 / Bruckner (EMI Classics, 2012)

## Filmografie
- Carl Schuricht – Portrait eines Lebens. Dokumentarfilm, BRD 1956–1958, Regie: Rolf Unkel, Dieter Ertel.